# Sminthopsis bindi
El ratón marsupial de Kakadu o dunnart de Kakadu (Sminthopsis bindi) es una especie de marsupial dasiuromorfo de la familia Dasyuridae propia de Australia. Fue descrito en 1994, siendo el pariente más próximo del ratón marsupial de Butler.

## Características
Su tamaño corporal medio es de 50-85 mm de largo, con una cola de 60-105 mm, haciendo un total de 110-190 mm, y un peso de 10-25 gramos que sitúa esta especie como una especie de tamaño medio dentro del género Sminthopsis. Es de color gris, con patas blancas.

## Hábitat
El ratón marsupial de Kakadu habita en los alrededores del Top End, el punto más al norte del Territorio del Norte (Australia), alrededor del Parque nacional Kakadu, y  prefiere un hábitat de bosques pedregosos en zonas montañosas.

## Comportamiento
Poco se sabe acerca de la organización social o los hábitos de cría de esta especie, ya que no ha sido bien estudiada, pero probablemente se reproduzca durante la estación seca y viva en madrigueras. Su dieta puede incluir insectos y otros artrópodos.